# 中国驻芬兰大使馆
中华人民共和国驻芬兰共和国大使馆（芬蘭語：Kiinan kansantasavallan suurlähetystö Suomen tasavallassa），简称中国驻芬兰大使馆，是中华人民共和国驻芬兰的外交代表机构。

## 机构设置
中国驻芬兰大使馆设置下列机构：
- 政治处
- 经济商务处
- 文化教育处
- 武官处
- 领事部
- 办公室